# Platenspeler

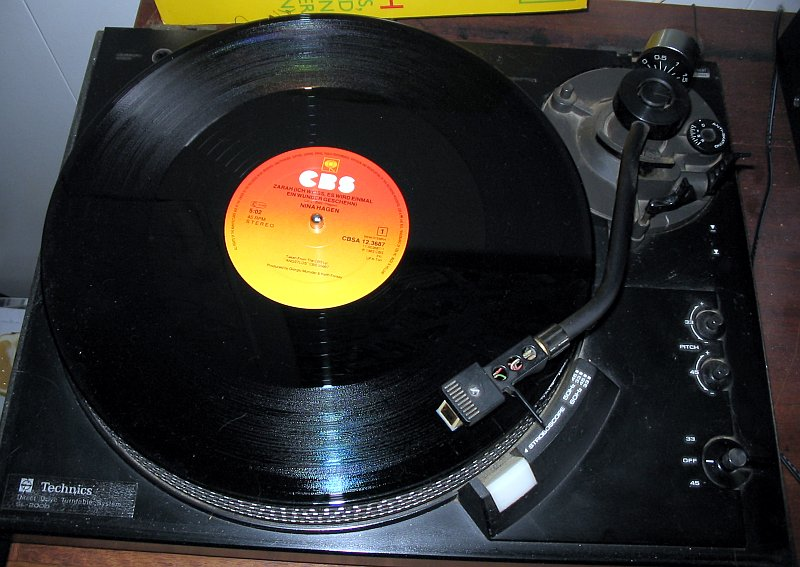
Platenspeler

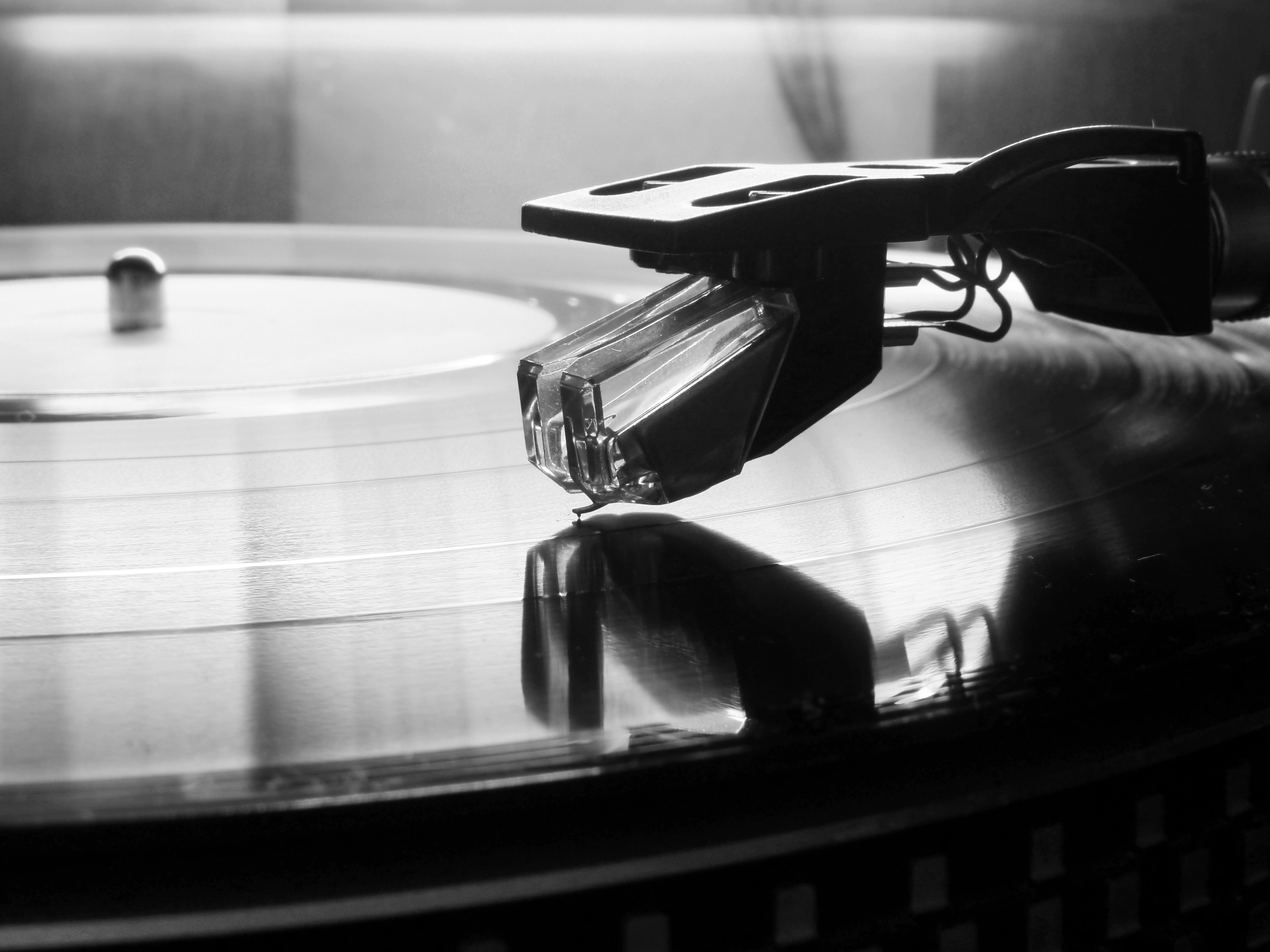
Element

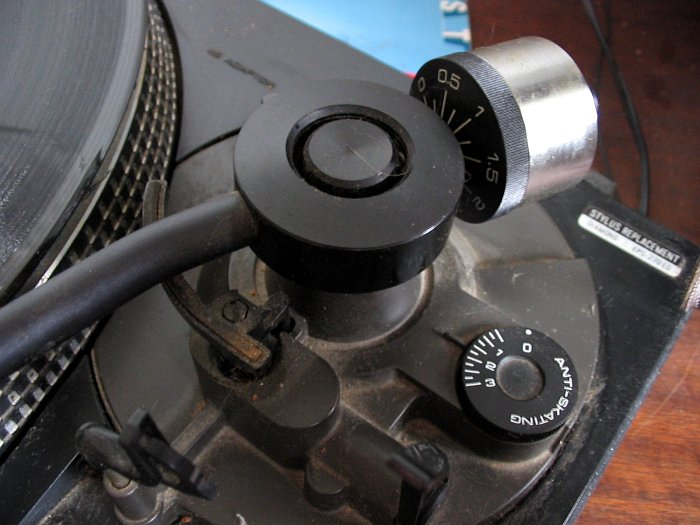
Regelbaar contragewicht

Een platenspeler – ook wel draaitafel, grammofoon of pick-up genoemd – is een apparaat om grammofoonplaten af te spelen. De eerste grammofoons bevatten een opwindmechanisme om de plaat te kunnen laten draaien en een hoorn om de trilling van de naald mechanisch te versterken. Moderne grammofoons bevatten een nauwkeurige en gestabiliseerde elektromotor om de plaat te kunnen laten draaien en nemen de trilling van de naald op met een element. Met een versterker kan het kleine elektrische signaal elektronisch door een luidspreker worden weergegeven.

## Geschiedenis

### Édouard-Léon Scott de Martinville
Reeds in 1857 maakte de Fransman Édouard-Léon Scott de Martinville de eerste geluidsopnamen met zijn uitvinding, de phonautograph. Afspelen kon hij er niet mee. Na reconstructie van de opnamen konden ze pas in 2008 worden beluisterd.

### Edisons Fonograaf
In 1877 is de jonge Thomas Alva Edison juist bezig met het uitvinden van een dictafoon. Hij tekent een apparaat, bestaande uit een cilinder met een stuk stannioolfolie eromheen, daarop een trechter met daaraan een naaldweergever. Nadat hij het toestel heeft laten bouwen komt hij erachter dat door de trillingen putjes in het bladtin gegraveerd worden. Edison roept het kinderrijmpje 'Mary had a little lamb' in de trechter, waarbij de naald in het ritme van zijn stemtrillingen putjes in de folie maakt. Bij het verplaatsen van de naald klinkt zachtjes uit de trechter 'Mary had a little lamb'. Hij vraagt op 19 februari 1878 patent aan op zijn nieuwe uitvinding.
De fonograaf is de voorloper van de grammofoon en voorzag in de eerste mogelijkheid om geluid op te nemen en weer af te spelen. Als geluidsdrager werd er gebruikgemaakt van een wasrol. In 1890 heeft Charles Tainter patent verkregen op het toepassen van carnaubawas op de rollen als vervanger van het mengsel van paraffine en bijenwas. Tijdens het opnemen werden in de was groeven gemaakt, net als bij de latere grammofoonplaat. De muziek kan worden afgespeeld met behulp van een stalen naald en werd versterkt door een grote hoorn. Edison verbetert zijn fonograaf, want zo heeft hij het apparaat inmiddels genoemd, door een veermotor aan te brengen voor een constante snelheid en door de afspeelduur te verlengen tot vier minuten.

### Emile Berliner
Emile Berliner vond eind 19e eeuw de 'Gramophone' (patent 1887) en de grammofoonplaat uit. De fonograafrol verving hij door een platte plaat met groeven in spiraalvorm, zodat de geluidsgolven niet meer verticaal maar horizontaal in het zogenoemde Berlinerschrift werden geregistreerd. Hij gebruikte bij de opname een glasplaat voorzien van een laagje roet. Hiervan wordt een metalen kopie gemaakt, waarover de naald van de weergever loopt. Deze naaldweergever zit aan een arm met daaraan als versterker een grote hoorn voor de geluidsweergave. Tevens vond hij later geschikter materiaal voor de platen, namelijk een met was bedekte zinkplaat. Zo ontstond de grammofoonplaat zoals wij hem nu nog kennen. Zijn vinding van de Gramophone, die nog lang de 'Berliner Phonograph' werd genoemd, werd door verschillend fabrikanten overgenomen en geproduceerd, zo ook door het Franse bedrijf Pathé-Marconi onder de naam 'Pathéphone'. In het Nederlands is deze naam verbasterd tot pathofoon.
De grammofoons waren aanvankelijk groot en zwaar en werden vaak als meubels uitgevoerd. In 1914 kwam de Londense firma Barnett Samuel & Son met de eerste draagbare grammofoon, de dulcephone, die ze onder de merknaam Decca op de markt bracht.

### Populariteit
De grammofoonplaat is sinds de invoering van de musicassette (mc) en de cd verdrongen als voornaamste medium voor muziek. Lange tijd werden muziekalbums nog dubbel uitgebracht, op mc of cd en op lp, maar naarmate meer en meer huishoudens een cd-speler aanschaften en hun platenspeler wegdeden, werd de lp steeds slechter verkrijgbaar. Veel liefhebbers hebben echter hun platenspeler nooit weggedaan en sinds de tweede helft van de jaren 1990 komen er zeer goede nieuwe platenspelers op de markt. Deze weten bij bepaalde groepen muziekliefhebbers de juiste snaar te raken. Deze kleine groep consumenten prijst het volgens hen superieur natuurlijke geluid van de grammofoon.
De muziekindustrie speelde hier op in door van veel artiesten de albums ook uit te brengen op vinyl. Vaak worden ook oude opnames opnieuw van de originele mastertapes opgenomen en op hoge kwaliteit vinyl geperst. Daarnaast bleef er een levendige handel in tweedehandsplaten.

## Techniek

### Naald
De eerstgebruikte aftastnaalden waren van chroomstaal en tasten de plaatgroef af met een naaldkracht die in het algemeen varieert tussen de 150 en 250 gram. Deze aftastnaald slijt snel en moet na elke plaatkant worden vervangen. Grammofoons met dit aftastprincipe spelen schellakplaten af met een groef van om en nabij 80  micrometer groefbreedte; de zogenaamde N-groef (normaal-groef) bij de meest gangbare platensnelheid van 78 toeren (rpm). De door de plaatgroef veroorzaakte trilling van de naald wordt overgebracht op een membraan van mica gemonteerd aan het smalle begin van de zogenaamde geluidshoorn, die ruwweg de vorm van een trechter heeft. Deze geluidshoorn heeft een meetkundig berekende vorm die veroorzaakt dat de nagenoeg onhoorbare trilling van het micaplaatje almaar in geluidsdruk toeneemt naarmate deze het einde van de geluidshoorn nadert, om daar met voldoende waar te nemen volume de geluidshoorn te verlaten. In principe vormt dit aftastsysteem een geheel met de weergever.
In de jaren 1920 kwam het elektronisch verwerken van de naaldtrilling in zwang, en wel door een separate, al dan niet ingebouwde (radio)versterker. Na de algemene toepassing van efficiëntere opnemerelementen (kristal/keramisch/magnetisch-dynamisch), kon de naalddruk veel minder worden. Een verdere verbetering betrof de naald, die niet meer van chroomstaal werd gemaakt maar van saffier of diamant. Eerstgenoemde naalden (saffier) brachten al het voordeel van een enorm verlengde levensduur (60 tot 100 uur, i.p.v. een plaatkant), de diamantnaalden, die harder zijn dan saffier, zorgden nog eens voor een factor 10× langere levensduur dan saffier: circa 600 tot 1000 speeluren (afhankelijk van de reinheid die men betracht van de plaat/geluidsdrager). Omdat de plaat minder vaak met een (bijna) versleten naald wordt afgespeeld, heeft het gebruik van een aftastnaald van diamant veruit de voorkeur boven die welke is gemaakt van saffier.
De moderne aftastnaald bevindt zich aan het einde van een naalddrager (ook wel cantilever genoemd). Rond 1950 kwam deze wijze van naalddrager constructie op de markt. Een voorbeeld is het mono Decca London element dat begin jaren 1950 werd geïntroduceerd.
De vorm van de naaldtip is mede bepalend voor de aftastkwaliteit. Een aantal basistypen van naaldtipvormen zijn: de ronde of sferische naaldtip, de elliptische naaldtip en de vierfacettennaaldtip, de 'Pramanik shape'.
Er zijn heel veel verschillende naaldsoorten op de markt, elk met zijn eigen kenmerken. Hierbij speelt de vorm waarin de diamant is geslepen een belangrijke rol bij het aftasten van de groef. Zo zijn er sferisch geslepen naalden, elliptische en hyper-elliptische naalden. De vorm van de diamant bepaalt de diepte in de groef en de contactoppervlakte met het vinyl. Elke naald heeft daarom zijn aanbevolen naalddruk (uitgedrukt in tienden van een gram) en bijbehorende anti-skatinginstelling (dwarskracht- of dwarsdrukcompensatie of soms bias genoemd).
Voor apparatuur voor dj's bestaan speciale naalden. Zo zijn er naalden waarmee gescratcht kan worden of naalden die de geluidskwaliteit behoorlijk ten goede komen.

### Elementen
Aanvankelijk waren platenspelers na de Tweede Wereldoorlog uitgerust met keramische pick-upelementen, waarbij een naalddruk van 10-12 gram nodig was. Hoge slijtage van plaat en naald waren het gevolg. Het slijten van een plaat wordt 'grijsdraaien' genoemd. Deze term wordt nog steeds op de radio gebruikt als iemand een nummer veel beluisterd heeft. Als een plaat veel gedraaid is slijt de groef. Dit zorgt voor een afname van de geluidskwaliteit waardoor het geluid doffer en dus 'grijzer' klinkt. 
Door ontwikkeling van het magneto-dynamisch pick-upelement, uitgevonden in 1953 door de Nederlandse electro-akoesticus Johan van Leer, kon de naalddruk veel lager worden, 2-2,5 gram. Bovendien werd het hele opnemerelement vervangbaar, zodat er keuze is in geluidskarakteristiek die van opnemerelement tot opnemerelement verschilt. 
In de jaren 1970/1980 was de keuze van het merk platenspeler een belangrijk facet, maar de keuze van het te gebruiken pick-upelement was zeker niet minder belangrijk. In hoofdzaak werden magneto-dynamische (MD-)elementen gebruikt (tegenwoordig MM-element genoemd, van moving magnet). Daarnaast bestaan moving coil-elementen (MC), waarbij het de opnamespoelen zijn die bewegen rond een statische magneet. Moving coil-elementen zijn de absolute top-weergevers maar zijn kostbaar. Deze elementen werden rond 1976 als eerste geïntroduceerd door het Japanse merk Ultimo. MC-elementen zijn in 2023 nog steeds de top op weergavegebied bij draaitafels, maar blijven erg duur. In de meeste gevallen levert een MC-element een veel kleiner signaal dan een MM-element, in de orde van microvolt (i.p.v. millivolt). Dat signaal moet worden voorversterkt tot een bruikbaar signaal voor de gewone phono-ingang van een audioversterker. Hiervoor dient een MC-voorversterker, een zogenaamde 'pre-pre' of een MC-transformator (ouder principe).
Een nadeel van een MC-element betreft vervanging van een versleten/defecte naald. Terwijl van een MM-element eenvoudig de naaldhouder (waarin geïncorporeerd: naaldtip, cantilever en magneet) van het element kan worden genomen, is dat bij een MC-element principieel niet mogelijk. De cantilever en naaldtip vormen een geheel met de spoel die in het element is verbonden (gesoldeerd) aan de aansluitpunten t.b.v de toonarmbekabeling. Vervangen van de naald is vandaar alleen mogelijk door het volledige element los te nemen van de elementhouder/toonarm, waarna de zeer nauwkeurige procedure van het (uiteraard) opnieuw monteren, maar ook precies uitrichten (t.b.v minimale fouthoek t.o.v. de plaatgroef) en balanceren van het nieuwe element moet gebeuren. Het laatstgenoemde om de juiste naalddruk te kunnen instellen.
Bekende merken voor vooral MM-elementen uit de jaren 1970/1980 zijn Bang&Olufsen, Shure, Stanton, Goldring, Rega, Audio Technica (AT), Ortofon, Dual, Philips, Pickering, Technics, Sony, Kenwood, terwijl Ultimo en Denon de meest bekende MC-elementen uit die periode zijn. Anno 2023 is er een grote diversiteit aan pick-up elementen verkrijgbaar door de hernieuwde belangstelling voor muziekweergave via een platenspeler.

### Versterking

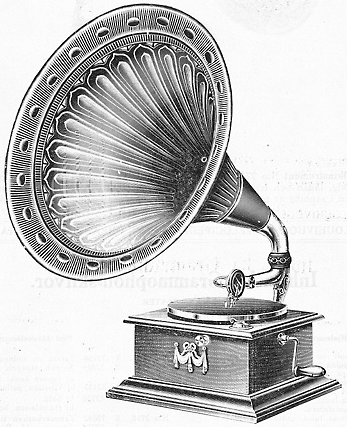
Grammofoon (Pathéphone) uit 1914

Bij de oudste grammofoons werd het geluid mechanisch versterkt. Het geluid klonk uit een hoorn die soms in de kast was ingebouwd (met deurtjes ervoor om de geluidssterkte te regelen). Een klassieke uitvoering is de grammofoon waarvan de hoorn boven het opneemelement is gebouwd.
Sinds de Tweede Wereldoorlog wordt het geluid steeds elektronisch versterkt. Daarvoor wordt de grammofoon op een versterker of radio aangesloten. Aanvankelijk hadden de grammofoons een keramisch element of een kristalelement. Dit geeft een krachtig signaal af (lijnniveau genoemd) dat geschikt is voor de ingang van een versterker.
Latere grammofoons hebben steeds een elektrodynamisch element, dat kwalitatief beter is, maar een zwakker signaal afgeeft, zodat de versterker een aparte ingang voor de platenspeler nodig heeft met een extra voorversterker. Die ingang heeft vaak het opschrift Phono. Omdat veel nieuwe versterkers tegenwoordig geen aparte phono-ingang meer hebben, hebben de meeste moderne platenspelers een ingebouwde voorversterker, die het signaal versterkt naar lijnniveau.
In de latere 'koffergrammofoon' (jaren 1950-1960), meestal voorzien van een keramisch element, werd een aparte geluidsversterker ingebouwd met geluidsregeling en een luidspreker in het deksel van de grammofoon.

### Vorm van de arm

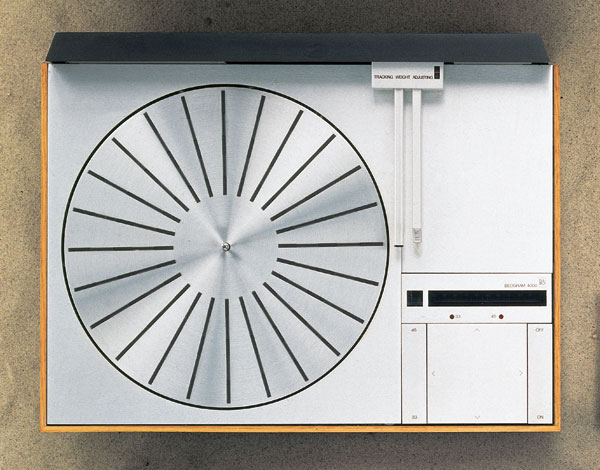
Een Beogram-draaitafel van Bang & Olufsen met een tangentiale arm, waarbij het pick-upelement in de rechterarm zit; de linkerarm dient voor de sturing.

Vrijwel elke platenspeler heeft een kromme arm of een arm die een hoek maakt. Hierdoor staat de kop van de arm zo veel mogelijk evenwijdig aan de richting van de groeven, of haaks op de straal van de plaat. 
Een ander probleem is dat de kop van de arm een gebogen lijn beschrijft. Daardoor zal de toonhoogte van de muziek aan het begin van de plaat iets te laag zijn en aan het einde iets te hoog. 
Een zeer lange arm (dus een grotere straal van de draaicirkel) zou beide problemen kunnen verminderen. Aangezien een langere arm het hele toestel (veel) omvangrijker zou maken moet men voor de armlengte een compromis aanvaarden. Een kleine afwijking is dus met een scharnierende arm altijd onvermijdelijk, terwijl een volmaakt rechte baan beter zou zijn voor een constante aftasting van het linker en rechter geluidskanaal.
Er bestaan platenspelers die deze onnauwkeurigheden minimaliseren door een rechte, korte arm te gebruiken die zich evenwijdig aan zichzelf over een rail verplaatst. De arm is met een draaipunt bevestigd aan een slede. Zodra de arm ten opzichte van de slede draait, zorgt een motortje ervoor dat de slede verplaatst wordt. Dit heet een 'tangentiale arm'.

### Aandrijving
De aandrijving van het draaiplateau kan op twee manieren plaatsvinden: indirect of direct. Bij indirecte aandrijving vindt de aandrijving plaats met een snaar ('belt-drive') vanaf de motor naar het draaiplateau. Dit heeft als voordeel een laag 'rumble'-niveau. Rumble kan worden veroorzaakt door de motor.
Ook een tussenwiel is mogelijk, waarbij tussen motoras en draaiplateau een van flexibele substantie, rubber of neopreen voorzien wiel wordt gebruikgemaakt.
Een combinatie van beide komt ook voor. Hierbij drijft de motoras door middel van een snaar een snaarschijf aan die op zijn beurt door middel van een rubber of neopreen wiel pas de koppeling naar het draaiplateau vormt.
Bij directe aandrijving ('direct drive') is de motor, waaraan hoge eisen worden gesteld in verband met het rumble-niveau en een constante omwentelingssnelheid, verwerkt in het draaiplateau of op een andere wijze direct mechanisch ermee verbonden.
Het wisselen van de draaisnelheden (78, 45, 33⅓ of 16⅔ toeren per minuut) en de fijnafregeling ('pitch-control') hiervan kan op mechanische of elektronische wijze geschieden. Eventuele schommelingen ('wow' en 'flutter') in de draaisnelheid kunnen op elektronische wijze worden gecompenseerd, zoals bij de 'Philips GA 202 electronic' (1969-1970).

### Automatisch
Tot in de jaren 1960 was het heel gewoon om met de hand de opnemer op de plaat te zetten en hem er ook weer met de hand af te zetten. Alleen de platenwisselaar (zie onder) was een uitzondering, want die kon natuurlijk ook een enkele plaat automatisch starten en stoppen. Het bleek dat hierdoor minder schade aan de plaat ontstond. Een onhandige beweging bij het optillen en laten zakken van de arm kan immers makkelijk tot krassen op de plaat leiden. Bijna elke moderne platenspeler kan dan ook automatisch de naald op de plaat zetten en aan het einde automatisch uitschakelen en alle andere spelers hebben op zijn minst een armlift - een constructie waarmee de arm rechtstandig op en neer wordt bewogen en die steeds gebruikt moet worden bij het starten en stoppen van de plaat en als men de naald op een bepaalde passage wil zetten.

## Platenwisselaar

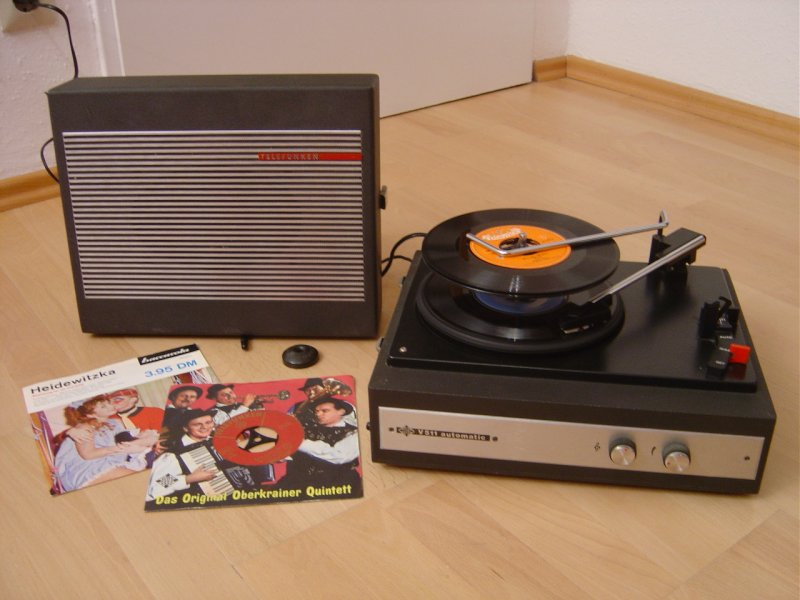
Platenspeler met platenwisselaar

Na 1945 verscheen de platenwisselaar voor het afspelen van kleine 45 toerenplaten met een middellijn van 18 cm. De platenspeler heeft een dikke as en de platen moeten dan ook een groot gat in het midden hebben. De platen worden opgestapeld en blijven ongeveer 10 cm boven de draaitafel hangen. De platenwisselaar zorgt ervoor dat de plaatjes een voor een vallen en worden afgespeeld. Later verschenen er ook platenwisselaars met een dunne as, die ook geschikt was voor andere platen.

## Jukebox
Naast de platenspeler voor studio- en thuisgebruik bestaan er ook zogenoemde jukeboxen waarin meerdere singles tegelijkertijd kunnen worden geplaatst. Deze zijn speciaal bedoeld om te worden geplaatst in cafés en andere uitgaansgelegenheden. Een bezoeker kan na muntinworp een plaat kiezen die dan automatisch wordt afgespeeld. Deze apparaten zouden later gewilde verzamelobjecten zijn. Een bekende fabrikant hiervan is Wurlitzer.

## Usb-platenspelers
Een aantal leveranciers brengt platenspelers op de markt die (naast een aansluiting op een muziekinstallatie) zijn uitgerust met een usb-aansluiting. Hiermee kan de platenspeler rechtstreeks op een personal computer of notebook worden aangesloten. Met een geschikt programma kan dit (gedigitaliseerde) signaal opgeslagen worden in een bestand. Het aldus ontstane muziekbestand (vaak MP3) kan vervolgens via computer of mp3-speler worden afgespeeld. Ook kunnen platen op deze manier op een cd worden gezet, zodat ze ook met een cd- of dvd-speler kunnen worden afgespeeld.

## Professionele apparatuur

### Apparatuur voor dj's
Met de term draaitafel wordt tegenwoordig vooral de uitvoering van een platenspeler aangeduid, die door dj's worden gebruikt. Een dj-draaitafel heeft geen verende ophanging van het afspeelgedeelte (waar de plaat op ligt). De draaitafel is hierdoor minder beschermd tegen schokken van buitenaf maar het gebruiksgemak voor de dj wordt vergroot. Scherpstellen van de naald op de juiste beat lukt gewoonweg niet met vering. Trillingen en schokken van buitenaf worden opgevangen door een stevige tafel, de massa van de draaitafel en soms door middel van een met zand gevulde bak.
In deze dj-draaitafels gebruikt men speciale naalden die de mogelijkheid bieden om een plaat niet alleen te vooruit, maar ook achteruit te spelen, het zogenoemde scratchen. 
Een van de bekendste en populairste platenspelers onder dj's is waarschijnlijk de Technics SL1200. Sinds de introductie van dit model begin jaren 80 zijn er slechts kleine wijzigingen aangebracht, zoals de SL1200 m5g, SL1200 mk 5, SL1200 mk II en de SL1210. (Het enige verschil tussen de 1200 en 1210 versie is de kleur, SL1200 is zilverkleurig, SL1210 is zwart). Deze Technics platenspeler wordt voornamelijk door dj's gebruikt. De versie "MKII" had een kwartsgestuurde snelheidscorrectie, zijn voorganger de SL-1200 had een servoaandrijving met een minder nauwkeurige snelheid.

### Apparatuur voor audiofielen
Aan de andere kant van het spectrum, bij de audiofielen, doen merken als VPI, Clearaudio, Linn, Michell, Pro-Ject en REGA het erg goed. Deze High-End-platenspelers zijn te koop vanaf 400 euro tot 10.000 euro of meer. Bij deze draaitafels gaat het voor alles om een zo natuurgetrouw mogelijke weergave van de opname. Met name het gebruiksgemak mag daar volgens een audiofiel best onder lijden. Zo zijn er spelers zonder knop voor het wisselen van het toerental (men moet dan de draaischijf optillen en de aandrijfsnaar met de hand over een andere as leggen), omdat het mechanisme van deze knop invloed zou hebben op de gelijkmatigheid van het draaien van de plaat.

### Apparatuur voor studiogebruik
Een geheel andere categorie professionele draaitafels zijn draaitafels die in radiostudio's bij de omroep worden gebruikt (bekend merk: EMT). Voor de gemiddelde gebruiker zijn ze onbetaalbaar; zelfs afgedankte modellen brengen na jarenlange trouwe dienst op internetveilingen nog hoge prijzen op.

## Merken
Bekende Europese merken van platenspelers zijn/waren onder andere Rega, Dual, Ricatech, Elac, Perpetuum-Ebner, Lenco, Thorens, Garrard, Saba, Philips, Bang & Olufsen en Linn. Later (medio 1974) kwamen ook Japanse merken als Sony, Technics/Panasonic, Micro Seiki, Pioneer, Yamaha, JVC, Akai, Sansui, Onkyo, Denon, Marantz,Teac, Sanyo Fisher en Audio-Technica op de markt.